# Neoflavonoide

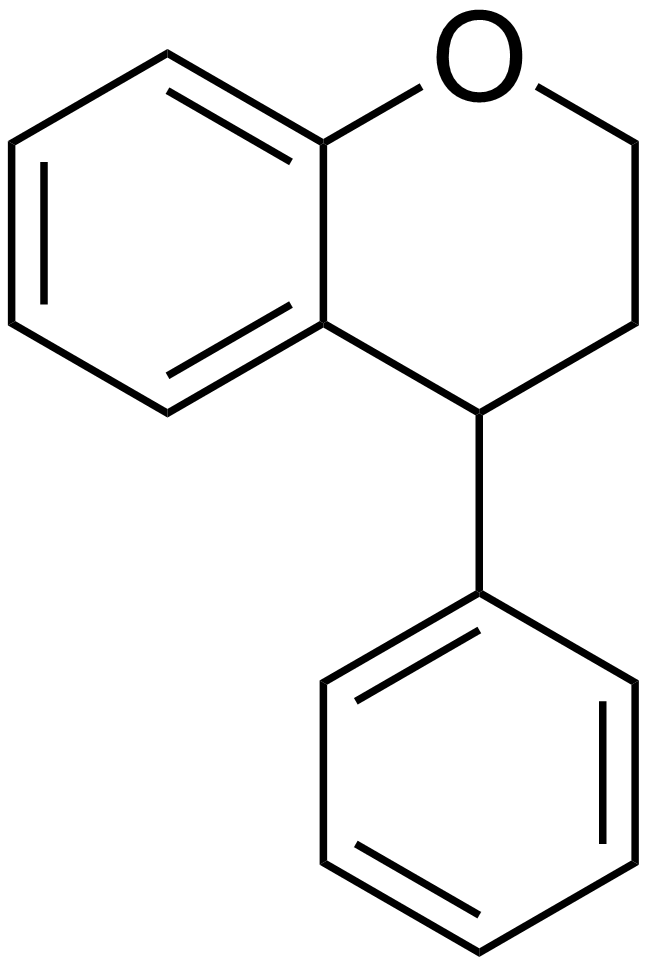
Il neoflavano è il composto capostipite dei neoflavonoidi

I neoflavonoidi sono dei composti polifenolici metaboliti secondari delle piante. Mentre i flavonoidi (in senso stretto) hanno come struttura di base quella del 2-fenilcromen-4-one, i neoflavonoidi hanno come struttura di base quella del 4-fenilcromene senza la presenza del gruppo ossidrilico in posizione 2.